# Svalbard Global Seed Vault

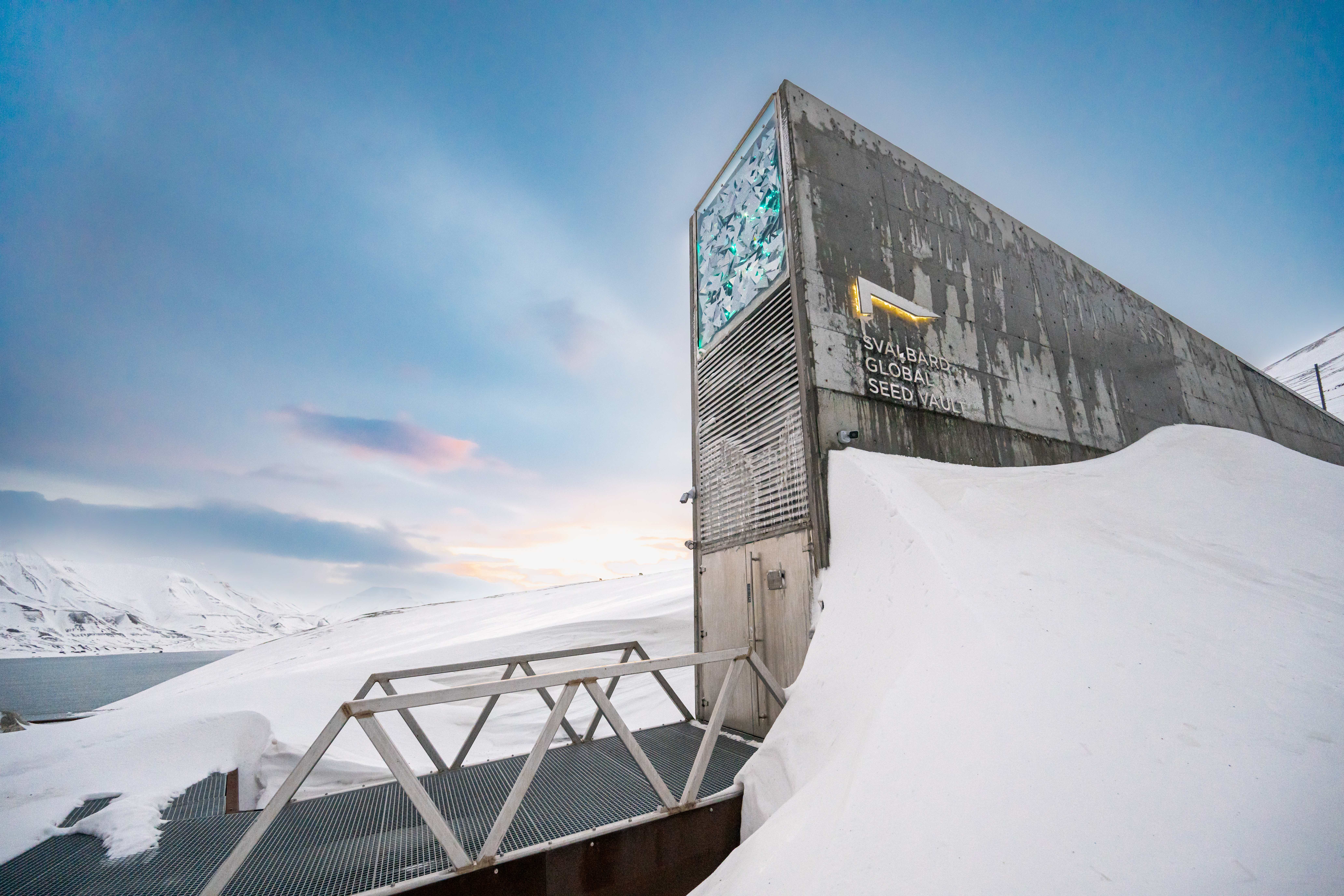
Eingang des Svalbard Global Seed Vault (2025). Über dem Eingang befindet sich ein Kunstwerk, wie es nach norwegischem Baugesetz jeder Neubau erhalten soll. Hier handelt es sich um ein abstraktes Werk der norwegischen Künstlerin Dyveke Sanne aus reflektierenden Dreiecken in verschiedenen Größen, die die Vielfalt und das Leben symbolisieren.

Das Svalbard Global Seed Vault, zu deutsch Weltweiter Saatgut-Tresor Spitzbergen, ist ein Projekt des Welttreuhandfonds für Kulturpflanzenvielfalt (englisch Global Crop Diversity Trust, GCDT) zur langzeitigen Einlagerung von Saatgut zum Erhalt und dem Schutz der Arten- und Varietäten-Diversität von Nutzpflanzen. Es befindet sich am Platåberget (dt. „Plateauberg“) in der Nähe der norwegischen Stadt Longyearbyen auf Spitzbergen.
Die offizielle Bezeichnung des Saatgutgewölbes lautet Globalt sikkerhetshvelv for frø på Svalbard („Weltweiter Saatgut-Tresor auf Spitzbergen“). Dieser Saatgutspeicher ist der größte von weltweit 1.400 Aufbewahrungsanlagen für Saatgut, und der einzige ohne Forschungsauftrag. Seine wichtigste Aufgabe ist die Lagerung einer Mindestanzahl von Saatkörnern der zur Ernährung wichtigen Lebensmittel wie Reis, Mais, Weizen, Kartoffeln, Früchte, Nüsse und Wurzelgemüse, die in einem Katastrophenfall ausgeliefert und nachgezüchtet werden können. Die Lieferländer zahlen für die Speicherung nichts, die entstehenden Kosten trägt der norwegische Staat.

## Geschichte
Am 19. Juni 2006 fand der Spatenstich durch den norwegischen Staatsminister Jens Stoltenberg im Beisein seiner nordischen Kollegen aus Finnland, Dänemark, Island und Schweden statt. Im November 2007 nahm die Saatgutbank bereits ihre Arbeit auf, ihre Eröffnung am 26. Februar 2008 erfolgte im Beisein internationaler Repräsentanten. Bis zu 4,5 Millionen Samenproben (eine Probe enthält 500 Samen, das entspricht 2,25 Milliarden Samen) sollen im Bunker eingelagert werden, der nach Abschluss der Arbeiten von Norwegen aus ohne Personal vor Ort via Fernwartung überwacht werden soll.
Noch im Eröffnungsjahr 2008 entstanden ernste Probleme an den Bauten, hervorgerufen durch das langsame Auftauen des Permafrostbodens am Eingangsbereich; die Statik war gefährdet und der Stahlmantel begann sich zu verformen. Es wurde baulich nachgerüstet.
Am 21. September 2015 wurde erstmals die Rückführung von Samenproben aus dem Svalbard Global Seed Vault vom Internationalen Zentrum für landwirtschaftliche Forschung in Trockengebieten (ICARDA) in Aleppo, Syrien, angefragt.
Ende 2016 lag die lokale Durchschnittstemperatur bei 7 °C und damit über dem bisherigen Jahresdurchschnitt. Tauwasser vom Permafrostboden rund um den 100 Meter langen Eingangstunnel drang in diesen ein und gefror dort. In der Folge dieses bei der Planung nicht bedachten Effektes wurden außerhalb der Anlage Abflussscharten und innerhalb  Pumpen und Drainagegitter installiert. Die Lagerregale wurden durch wasserdichte Schutzwände zusätzlich gesichert.

## Gebäude
Die Standortentscheidung  für die Anlage hatte zu berücksichtigen, dass es im Umkreis keine tektonischen Aktivitäten gibt, dass die Infrastruktur gut ausgebaut und damit die schnelle Erreichbarkeit gewährleistet ist, dass eine über das ganze Jahr anhaltende Frostumgebung existiert, dass ein leistungsfähiges örtliches Kraftwerk die Energieversorgung zuverlässig sichern kann. (Für den Notfall wurde auch ein eigenes Notstromaggregat projektiert.)
Das Bauwerk ähnelt einem unterirdischen Bunker. Es reicht 120 Meter in eine alte Kohlegrube hinein, nur der Eingang liegt über der Erde. Im Inneren besteht es aus einem Gang, an dessen Ende drei Hallen von jeweils 27 Metern Länge, zehn Metern Breite und sechs Metern Höhe in den Boden hineingebaut wurden. Die Lagerhallen liegen 130 Meter über dem aktuellen Meeresspiegel, sollen also auch bei einem drastischen Meeresniveauanstieg durch den Klimawandel unversehrt bleiben. Sie sind mit armiertem Beton und zwei dicken Stahltüren versehen und sollen somit auch einem Atomkrieg oder einem Flugzeugabsturz standhalten. Zwischen dem Tunneleingang und den Kammertüren befinden sich fünf fest verriegelte Türen, für die die Mitarbeiter Schlüssel haben, aber nicht alle dürfen in alle Räume. Zwischen Tunnel und den Kammern ist in gesonderten Räumen ein Kälteverdichter installiert, in dem Kompressoren die bereits kalte Luft auf ein konstantes Niveau von −18 Grad Celsius abkühlen.
In diesen Arbeitsräumen erfolgt auch eine Inventarisierung der Lieferungen.
Die Baukosten betrugen rund 45 Millionen norwegische Kronen (9 Millionen US-Dollar), die von der norwegischen Regierung getragen wurden, die Nachrüstung im Jahr 2018 nochmals soviel. Die Kosten des laufenden Betriebs trägt der Global Crop Diversity Trust.

## Betrieb

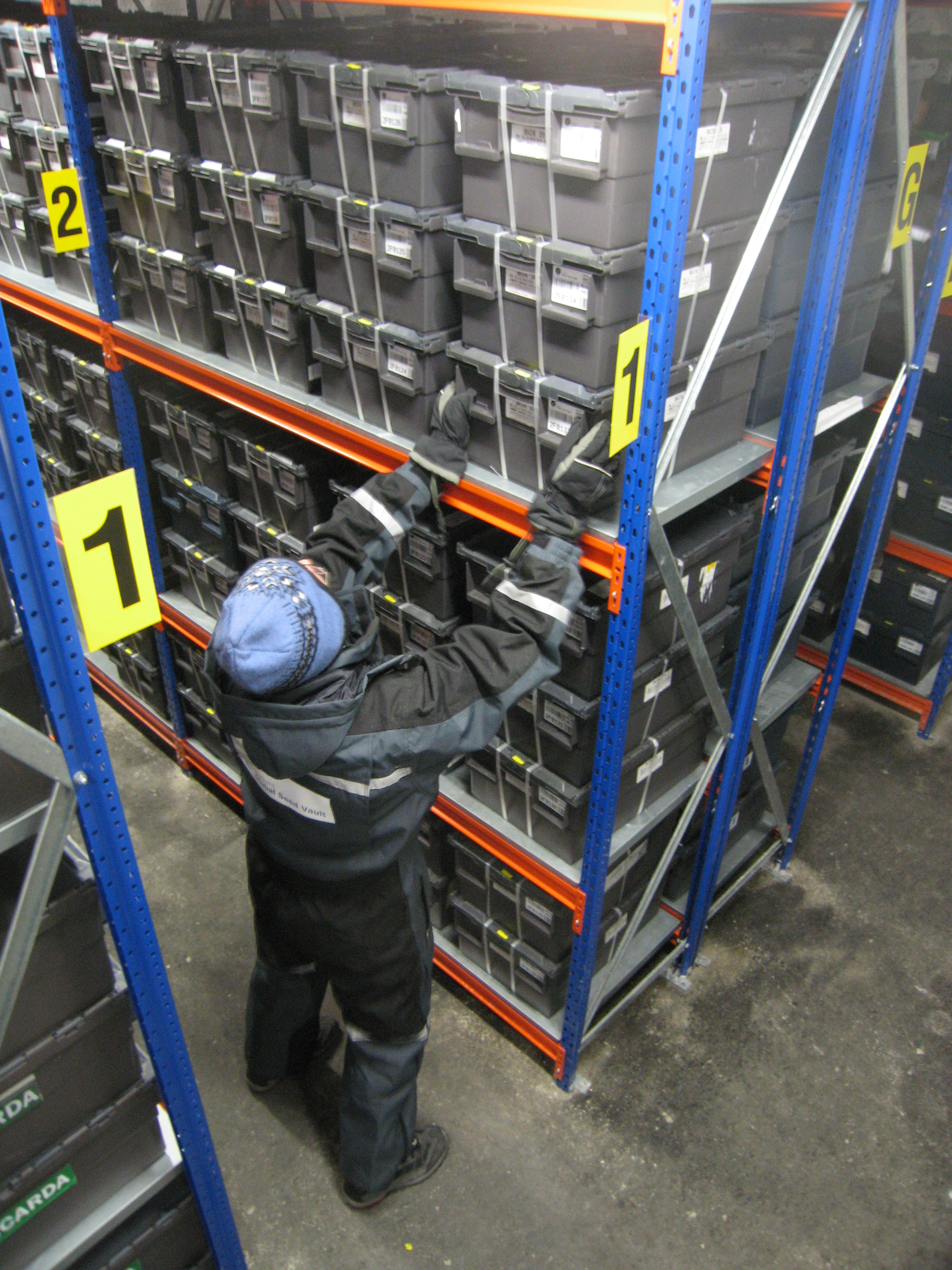
Innenraum des Svalbard Global Seed Vault

Um den Betrieb der Saatgutbank kümmert sich der GCDT. Erklärtes Ziel der Initiative ist eine möglichst vollständige treuhänderische Aufbewahrung der 21 wichtigsten Nutzpflanzenarten wie Reis, Mais, Weizen, Kartoffeln, Äpfel, Maniok, Wasserbrotwurzel oder Kokosnuss und deren Sortenvielfalt. Die genetische Vielfalt, die in der Saatgutbank verwahrt wird, bildet wertvolles Material für die Pflanzenzucht und viele Bereiche der biologischen Grundlagenforschung.
Die Einrichtung ist ausschließlich für die sichere Verwahrung von Kopien von Saatgut gedacht, daher wird anders als bei den meisten anderen Saatgutbanken mit dem Saatgut nicht gearbeitet. Internationale Saatgutbanken liefern das hier einzulagernde Saatgut, das aber deren Eigentum bleibt. Es wird nur im Auftrag des Eigentümers entnommen, wenn das Saatgut dort verloren gegangen ist.
Nach Ankunft der gut verpackten Samenkisten auf dem Flugplatz von Spitzbergen werden sie noch vor Ort mittels eines Röntgenscanners geprüft, um keine Fremdmaterialien einschleusen zu lassen. Die weiterhin fest versiegelten Kisten werden auf kleine Transportgeräte, Trolleys, umgeladen und dann von Mitarbeitern von Nordgen, der Genbank des Nordischen Rates, zum Tresor gebracht.
Das Saatgut wird bei −18 °C gekühlt gelagert. Sollte das Kühlsystem einmal ausfallen, sorgt der Permafrostboden dafür, dass die Temperatur nicht über −3,5 °C ansteigt. Die Haltbarkeit der Samen liegt wissenschaftlichen Schätzungen zufolge bei diesen Temperaturen bei etwa 55 Jahren (Samen der Sonnenblume) bis über 10.000 Jahren (Erbsensamen). Gealterte Samen werden ständig ersetzt.
Am 26. Februar 2018 wurde die Eine-Million-Marke an gesammelten Samenproben erreicht, nachdem die erste von zwei jährlichen Lieferungen zum 10-jährigen Jubiläum des SGSV eingegangen ist. „Fast jedes Land“ ist Benutzer der Saatgutbank.

## Gefährdung durch Globale Erwärmung
Der Svalbard Global Seed Vault wurde ursprünglich so entworfen, dass das darin gelagerte Saatgut auch im Falle eines Totalausfalls der Kühlsysteme und ohne menschliche Überwachung einen längeren Zeitraum ohne Beeinträchtigung überstehen könnte. Als im Jahr 2017 jedoch in Folge eines warmen Frühlings Tauwasser durch die Wände des Eingangstunnels eindrang, drängte sich eine Umorganisation auf: Die absehbaren Probleme durch die globale Klimakrise wurden von einer Expertengruppe in konkreten Aufträgen für technische und bauliche Neuerungen der Tresoranlage umgesetzt: Zu den Plänen gehörten der Neubau eines betonierten Zugangstunnels mit wasserdichten Wänden, Entwässerungsscharten in der Umgebung des Seed Vaults sowie die Verlegung von wärmeproduzierenden technischen Einheiten vom Bereich des Eingangstunnels in ein neu zu errichtendes Technikgebäude. Über zehn Millionen Euro wurden verbaut, um der prognostizierten Steigerung der Jahresmitteltemperatur um über acht Grad Celsius in den nächsten 80 Jahren zu begegnen.

## Medien
- Seed Warriors, Dokumentarfilm über den Svalbard Global Seed Vault
- Goldene Gene, Dokumentarfilm über Saatgutbanken
- Diverseeds Video: Svalbard und Seed Vault, innen und außen
- Video mit Innenansicht
- Die Saat – Tödliche Macht, Deutsch-Norwegische Krimiserie um den Global Seed Vault